# فرانك بوش
فرانك بوش (بالإنجليزية: Frank Busch)‏ هو سباح أمريكي، ولد في 4 فبراير 1951.